# Filatelia temática
Filatelia temática é uma forma de colecionar selos postais que se foca e organiza sobre um tema ou um conceito específico. Os temas podem incluir praticamente todos os motivos de interesse para o colecionador, como pássaros, cientistas famosos ou a história de uma região qualquer.

## História
Se, inicialmente, os selos representavam apenas os bustos dos monarcas reinantes, personagens importantes ou escudos e brasões, a contínua necessidade de novos tipos de selos, adicionada ao desejo de injetar alguma variedade, levou as administrações postais a desenvolverem novos temas para as suas emissões, procurando inspiração nas culturas nacionais bem como na natureza. Atualmente a variedade temática em selos postas é impressionante, dando aos colecionadores temáticos muito com que se ocupar.
Na realidade, a variedade é tão grande que os temas tradicionais, como "navios" ou "pássaros" se tornaram praticamente impossíveis de completar, e os colecionadores temáticos acabaram por se começar a especializar ainda mais, por exemplo, em "navios de vela redonda" ou "pássaros não-voadores".
Sendo a maioria dos novos selos postais existentes em boas quantidades, e acessíveis no que respeita a preços, colecioná-los significa sobretudo conhecer profundamente o tema escolhido, para ser capaz de, ao percorrer os catálogos em busca de selos, reconhecer os que são relevantes e articulam um discurso temático. As associações de filatelia temáticas publicam regularmente listas e catálogos sobre os temas mais procurados.
A filatelia temática é oficialmente reconhecida como uma categoria para as exposições e concursos.

## Organizações
- Associação Brasileira de Filatelia Maçônica
- Associação Brasileira de Filatelia Temática
- Clube Filatélico Maçónico do Brasil
- American Topical Association (em inglês)